# NGC 131
NGC 131 é uma galáxia espiral barrada (SBb) localizada na direcção da constelação de Sculptor. Possui uma declinação de -33° 15' 37" e uma ascensão recta de 0 horas, 29 minutos e 38,1 segundos.
A galáxia NGC 131 foi descoberta em 25 de Setembro de 1834 por John Herschel.